# Siège de Calais (1940)
Pour les articles homonymes, voir Siège de Calais.
Seconde Guerre mondiale,
Bataille de France
Batailles
- Drôle de guerre
- Évacuation des civils de la ligne Maginot
- Mobilisation
- Offensive de la Sarre
- Baie de Heligoland
- Incident de Mechelen
- Plan Jaune
- Plan Dyle
- Luxembourg
- Ében-Émael
- Hannut

- Sedan
- Dinant
- Monthermé
- Givet
- La Horgne
- Gembloux
- Flavion
- Louvain
- Charleroi

- Stonne
- Montcornet
- La Sambre
- Arras

- L'Escaut
- Amiens
- La Lys
- Massacre de Vinkt
- Boulogne-sur-Mer
- Calais
- Poche de Lille
- Massacre du Paradis
- Abbeville
- Dunkerque
- Capitulation belge

- L'Aisne
- L'Ailette
- Opération Paula
- l’Exode
- Pont-de-l'Arche
- Opération Cycle
- Opération Ariel

- Les Alpes
- Vallon du Seuil
- Bombardement de Toulon
- Opération Vado
- La Loire
- Saumur
- La vallée du Rhône
- Bombardements de Marseille
- Menton (Pont-Saint-Louis)
- Combats aériens en Suisse
- Armistice du 22 juin

Le siège de Calais s'est déroulé du 22 mai 1940 au 26 mai 1940 durant la bataille de France au début de la Seconde Guerre mondiale. 
Il précède l'opération Dynamo, l'évacuation des troupes britanniques à Dunkerque, permise grâce à la défense de Lille jusqu'au 30 mai par les troupes du général Molinié.
Bien que la ville tombe aux mains des Allemands, ceux-ci subirent de lourdes pertes.

## Contexte historique
Le 10 mai 1940, les Allemands lancent leur offensive contre la France, la Belgique et les Pays-Bas dans ce qui sera appelé la « bataille de France ». 
En quelques jours, l'armée allemande réalise une percée sur le centre du front français, près de Sedan. Le 21 mai, elle capture Abbeville, à l'embouchure de la Somme, coupant les troupes alliées dans le nord de la France et en Belgique et se lance en direction de la Manche rencontrant peu d'opposition armée hormis les raids aériens de la RAF qui entravent sa progression.
Par la suite, l'objectif actuel pour les Allemands est de capturer Calais, constituant un important port pour les forces alliées, concurremment avec Boulogne-sur-Mer, permettant en particulier aux troupes britanniques de recevoir des renforts et du matériel lors de la campagne de France.

## Prélude
Le 23 mai, le Generaloberst Heinz Guderian ordonne à la 10e Panzerdivision commandée par le Generalmajor Ferdinand Schaal de s'emparer de Calais. La division avait été retardée à Amiens à la suite de l'arrivée tardive des unités d'infanterie censées soulager sa tête de pont qu'elle avait établie sur la rive sud de la Somme. Cela laisse le temps aux Britanniques de déployer des troupes à Calais. Schaal se plaint le 24 mai auprès de l'État-major que sa division est épuisée (ayant combattu à la bataille de Stonne une semaine plus tôt), et avait perdu plus de la moitié de ses véhicules blindés et un tiers de ses ambulances par les attaques des bombardiers de la Royal Air Force.

## Les défenses alliées de Calais
Le centre des fortifications de Calais repose sur une citadelle datant du XVIe siècle, mais modernisée à plusieurs reprises depuis. Les voies ferrées et les quais de la Gare maritime dans le port, par lequel les Britanniques recevraient approvisionnements et des renforts (ou étaient évacués) ont été fortifiés.
Les alentours de la ville sont protégés par une enceinte composée à l'origine de douze bastions reliés par un mur-rideau mais ce dernier est négligé dans de nombreux endroits, tandis que deux des bastions du sud et le mur qui les relie avaient depuis longtemps été démolis pour faire place à des lignes de chemin de fer. Les bastions et de fortifications au nord étaient tenus par des réservistes de la marine française et volontaires commandés par le capitaine de frégate Charles de Lambertye. À environ 1,6 kilomètre à l'extérieur de l'enceinte à l'ouest se situe le Fort Nieulay. Les deux autres forts au sud et à l'est étaient en ruines ou avaient disparu.
Nicholson ordonne à la 60e brigade de fusiliers de tenir l'ouest, et l'autre brigade d'infanterie l'est, une partie de l'enceinte. Certains fusiliers du Queen Victoria Rifles tiennent des positions périphériques. Le reste de la QVR, et des volontaires des régiments Searchlight et diverses catégories de personnel (surnommés les « bouches inutiles » ) en attente de rembarquer pour l'Angleterre viennent renforcer les deux bataillons de fusiliers.

## Ordre de bataille

### Forces alliées
- Royaume-Uni :
  - 3rd Royal Tank Regiment (3e régiment royal de chars).
  - 30th Guards Brigade (30e brigade motorisée (en), constituée de trois bataillons de fusiliers, commandée par le général de brigade Nicholson) :
    - 2nd battalion the King's Royal Rifle Corps
    - 1st battalion the rifle brigade
    - 1st battalion Queen Victoria's Rifles (en)

  - Éléments de la 229th Anti-tank battery (229e batterie antichar).
  - Quelques éléments anti-aériens incluant deux batteries du 1st Searchlight Regiment (en) (projecteurs de DCA) et la 6th heavy AA battery (batterie antiaérienne lourde).
  - 299th battery du 58th AT Regiment (batterie antichar aux moyens réduits)
- France :
  - Garnison initiale :
    - 5e bataillon du 265e régiment d'infanterie (l'équivalent de 2 compagnies, une section de mitrailleuses et une autre de canons de 37 antichar).
    - 202e compagnie de mitrailleuses de position.
    - 12e et 13e compagnies du 11e régiment régional de travailleurs.
    - 205e batterie du 406e régiment d'artillerie de DCA.
    - 2 pelotons de la 2e compagnie de mitrailleuses de défense aérienne du territoire.
    - Les marins de 5 batteries du Front de mer et des différents services de la Marine nationale à Calais.
    - 235e régiment d'artillerie parachutiste R. A. D.
    - Éléments de la 2e légion de garde républicaine mobile et de la 1re compagnie du 25e bataillon de douaniers.

  - troupes en retraite ayant participé à la défense : 
    - 3e groupe du 402e régiment d'artillerie de DCA.
    - 200 hommes du 1er groupe du 189e régiment d'artillerie lourde sans canon mais avec leur armement individuel.
    - Quelques éléments de la 21e division d'infanterie (8 officiers, 60 sous-officiers et soldats des 48e, 65e et 137e RI, une douzaine de cavaliers du 27e GRDI).
    - Des éléments du 9e escadron du train des équipages.
    - Un peloton motocycliste et un peloton d'automitrailleuses du 32e GRDI.
    - Une centaine d'hommes de la 3e compagnie du 427e régiment de pionniers.
    - Une trentaine d'homme du 1er Régiment de tirailleurs marocains.
- Belgique :
  - une section de canons de anti-chars C47 (sergent Bruaux)

La constitution du restant des troupes belges est inconnue.

### Forces allemandes
- Reich allemand :

- 10e Panzerdivision (et soutien aérien des Junkers Ju 87 de la Luftwaffe).

## Déroulement de la bataille

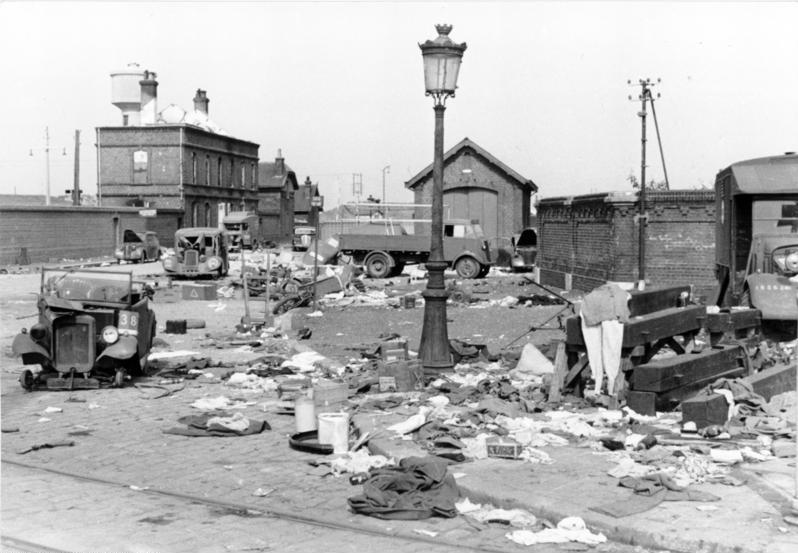
Calais après le siège de la ville.

Les 22 mai et 23 mai 1940, les troupes alliées préparent la défense de la ville et du port de Calais avec l'arrivée de la 30e brigade motorisée du Corps expéditionnaire britannique.
Les attaques allemandes commencent le 24 mai, appuyées par de l'artillerie. Les troupes alliées tiennent la ville et le port quelques jours en repoussant les divers assauts allemands, grâce notamment à l'appui des batteries côtières françaises installées le long de la mer. Dans de nombreux cas, les marins et les artilleurs français sont évacués par des remorqueurs de la marine une fois qu'ils avaient tiré toutes leurs munitions, mais les officiers font appel avec succès à des volontaires restés sur place pour prendre leur relève.
Vers minuit le 25 mai, Nicholson s'entretient avec le vice-amiral Somerville. Il a déclaré que les Alliés pourraient encore tenir, si on leur donne de l'artillerie de campagne. Il avait quelques appui-feu de destroyers de la Royal Navy et d'avions de la RAF mais les communications avec eux étaient incertaines. Tard dans la même journée, Guderian reçoit l'ordre par Hitler d'arrêter son avance sur le canal de l'Aa contre l'arrière du Corps expéditionnaire britannique et n'a d'autre choix que d'obtempérer. Bien que l'ordre a également déclaré que Calais devait être « laissée à la Luftwaffe », Guderian décide de poursuivre l'attaque de Calais, mais avec le soutien de bombardiers en piqué Junkers Ju 87.
Dans la matinée du 26 mai, l'armée allemande reçoit ainsi le soutien aérien de 200[réf. nécessaire] Junkers Ju 87 de la Luftwaffe qui pilonnent avec l'artillerie terrestre la citadelle de Calais. Les soldats français, encerclés, résistent encore farouchement plusieurs heures, malgré le fait que les Allemands aient franchi les ponts sur le canal et avancent dans Calais Nord dans le milieu de l'après-midi. Le général de brigade Claude Nicholson se rend dans la citadelle aux Allemands à 16 h. Ainsi, le corps expéditionnaire britannique est obligé de se replier à Dunkerque tandis que la majorité des soldats franco-belges sont faits prisonniers de guerre par les Allemands. Seuls 200 soldats français qui avaient été blessés purent être évacués vers Dunkerque.

## Conséquences

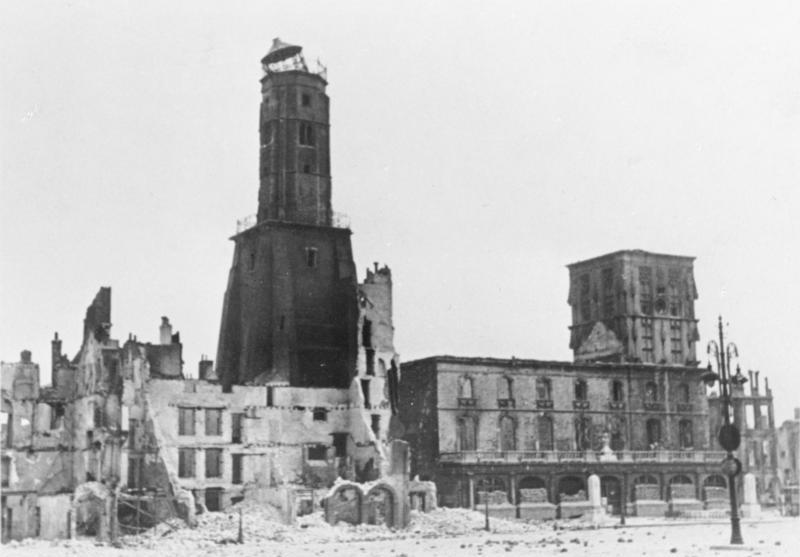
Hôtel de Ville, Tour de Guet et bâtiments endommagés par les raids aériens allemands.

Calais se rend le 26 mai et le même jour, les troupes allemandes continueront leur progression dans le nord de la France. Ainsi débute la bataille de Dunkerque qui durera jusqu'au 3 juin, sonnant le glas de la défaite franco-anglaise. Il a parfois été affirmé[Par qui ?] que la défense de Calais a contribué à sauver le Corps expéditionnaire britannique d'être capturé, ce que Guderian lui-même a nié avec véhémence (tout en rendant hommage à la ténacité des défenseurs) en invoquant l'ordre d'Hitler de faire une pause dans la progression le 23 mai comme étant la cause[réf. nécessaire].
Le général de brigade Nicholson n'a jamais été en mesure de donner son point de vue sur cette bataille, étant mort en captivité le 26 juin 1943. Le lieutenant-colonel Chandos Hoskyns, commandant de la Rifle Brigade, a été mortellement blessé le 25 juin et est mort en Angleterre. Le capitaine Charles de Lambertye, commandant du contingent français, est décédé d'une crise cardiaque lors d'une revue des défenses de Calais le 26 mai. Un de ceux faits prisonniers à Calais était Airey Neave, un jeune commandant de troupes au 5e Searchlight Brigade de l'artillerie royale. Neave sera plus tard le premier évadé britannique de la prison de Colditz et retournera en Grande-Bretagne où il servira dans le MI9, et deviendra après la guerre un politicien conservateur.
La 60e brigade de fusiliers et la Rifle Brigade ont été fusionnées dans les Royal Green Jackets en 1966. Le régiment portait l'honneur de bataille « Calais 1940 ». Les Royal Green Jackets ont été fusionnés dans The Rifles en 2007.
Le fait que Winston Churchill ou le War Office n'aient pas ordonné l'évacuation de Calais, dans la nuit du 25 mai au plus tard, fut néanmoins une source de débat au Royaume-Uni[réf. nécessaire].